# Ада (Бања Лука)
Ада је једна од градских мјесних заједница Бање Луке.

## Становништво
Према попису становништва из 1991. године, у мјесној заједници Ада је живјело 3.758 становника.
| Националност       | 1991. |
| Срби               | 2.405 |
| Муслимани          | 517   |
| Југословени        | 252   |
| Хрвати             | 159   |
| остали и непознато | 425   |
| Укупно             | 3.758 |